# Alfred Caldicott
Alfred James Caldicott (Worcester, 26 de novembre de 1842 – idm. 24 d'octubre de 1897) fou un músic anglès, compositor d'òperes, cantates, cançons per a infants, glees.
Estudià al Conservatori de Leipzig amb els professors Hauptmann, Richter i Reinecke. El 1865 fou nomenat organista de l'església de Sant Esteve de la seva ciutat natal. El 1882 fou professor del Col·legi Reial de Música de Londres i des de 1893 fins al 1897 desenvolupà el càrrec de director d'orquestra al Comedy Theatre (avui Teatre Harold Pinter).
Les seves obres més importants són els oratoris The Widow of Nain (1881), A Rhine Legend (1833), Old Knochles (1884), i nombroses composicions soltes.